# Benfica (Rio de Janeiro)
Benfica è un quartiere (bairro) della zona centrale della città di Rio de Janeiro in Brasile.

## Amministrazione
Benfica fu istituito come bairro a sé stante il 23 luglio 1981 come parte della Regione Amministrativa VII - São Cristovão del municipio di Rio de Janeiro.